# Chetogena vivida
Chetogena vivida là một loài ruồi trong họ Tachinidae.